# Progression Towards Evil
Progression Towards Evil es el álbum debut de la banda de death metal Skinless. Fue lanzado el 12 de abril de 1998 bajo el sello Step Up. El álbum contiene algunas canciones regrabadas de sus dos primeras demos.

## Lista de canciones
| N.º | Título                                | Duración |  |
| 1.  | «Confines of Human Flesh»             | 4:10     |  |
| 2.  | «Ectermination of My Filthy Especies» | 4:02     |  |
| 3.  | «Tampon Lollipops»                    | 4:16     |  |
| 4.  | «Milk And Innards»                    | 4:38     |  |
| 5.  | «Cuntamination»                       | 3:09     |  |
| 6.  | «Scum Cookie»                         | 3:04     |  |
| 7.  | «Bobbing for Heads»                   | 3:44     |  |
| 8.  | «Fetus Goulash»                       | 3:20     |  |
| 9.  | «Crispy Kids»                         | 3:13     |  |

Las pistas 4, 5, 7, 8 y 9 pertenecen a las anteriores demos de la banda.

## Personal
Noah Carpenter - guitarra/voz
Sherwood Webber - voz
Joe Keyser - bajo
Bob Beaulac - batería